# Framnäs udde
| Vänster: Framnäs från Djurgårdsbrunnsviken 1830-tal, höger: Framnäs år 2009 |  | Vänster: Framnäs från Djurgårdsbrunnsviken 1830-tal, höger: Framnäs år 2009 |
| Vänster: Framnäs från Djurgårdsbrunnsviken 1830-tal, höger: Framnäs år 2009 |  |                                                                             |

Framnäs udde är en liten halvö vid Djurgårdsbrunnsvikens södra strand på Södra Djurgården i Stockholm. Den lilla udden är ett parkområde som kan nås från Rosendalsvägen. Här står sedan 1924 Jenny Lind-statyn.

## Historik

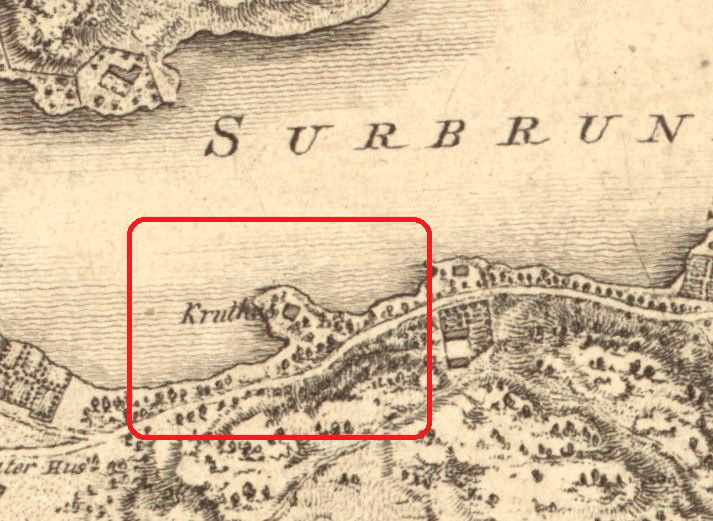
Kruthuset på Framnäs 1805.

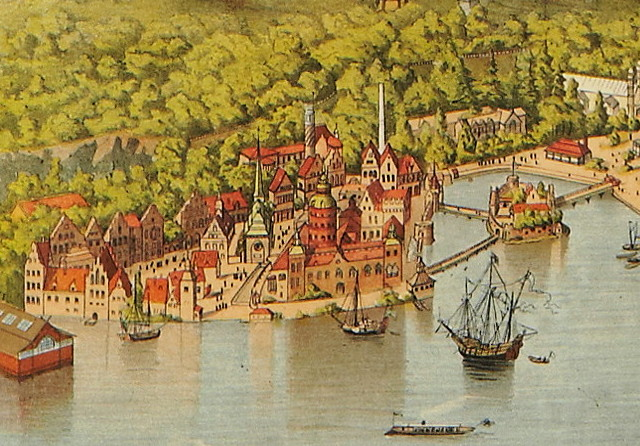
Framnäs med "Gamla Stockholm" 1897.

Udden har varit bebyggd med ett kruthus som syns på kartor från 1702 och 1805, det revs år 1827. Året därpå övertogs området av arkitekten Fredrik Blom som lät uppföra en pittoresk sommarstugebebyggelse bestående av sina patenterade, flyttbara hus. Platsens bebyggelse kallade han Framnäs efter det samtida diktverket Frithiofs saga av Esaias Tegnér. Här bodde sångerskan Emelie Högqvist en kortare tid på 1840-talet. Inte långt därifrån byggdes 1835 sommarhuset Villa Fjeldstuen, även den efter Bloms ritningar. Byggherrar var ministern Frederik Due och sångerskan Alette Due, en kollega till Emelie Högqvist.
Efter Fredrik Bloms död 1853 ägdes Framnäs av bland andra greve Walther von Hallwyl som på 1890-talet donerade Framnäs till Nordiska museet. Sommarstugebebyggelsen revs men huvudbyggnaden fick vara kvar och i den hade Nordiska museet sin första utställning på Djurgården.
Nästa förändring kom med Allmänna konst- och industriutställningen 1897, då Framnäs udde samt intilliggande konstgjorda ön blev platsen för miniatyrstaden Gamla Stockholm. Efter utställningen revs Gamla Stockholm och Skansen hade planer på att nyttja Framnäs för olika anläggningar, men därav blev det inget. År 1908 lades Framnäs udde under Kungliga Djurgårdens Förvaltningen.

## Framnäs idag
Området omvandlades till en liten park och 1924 restes här Jenny Lind-statyn som skapades av  skulptören Erik Rafael-Rådberg. Statyn var en gåva av sångerskan Jenny Linds dotter Jenny Maude Lind-Goldschmidt.